# 장사정
장사정(張思靖)은 고려 말 조선 초의 무신이다.

## 생애
의주만호 장열(張烈)의 아들이자, 화산부원군(花山府院君) 장사길(張思吉)의 아우이다. 1392년 7월 17일 조선 개국에 참여하였고, 같은 해 9월 27일에 추록되는 형식으로 개국 3등공신에 책록되었다.
1397년 중추원부사와 조선절제사를 역임하였고, 풍해도 서북연해에서 왜구를 소탕하였다. 1398년 상의중추원사(商議中樞院事)로 지낼 시절, 제1차 왕자의 난에 협력한 공로를 인정받아 9월 17일에 화성군(花城君)이라는 군호를 받고 정사 2등공신에 책록되었다.
1411년(태종 11)에는 명나라에 성절사(聖節使)로 다녀오기도 하였다. 1399년 5월 21일 남궁서(南宮恕)의 아내를 붙잡아 귀를 자르고 때려 죽인 혐의로 청주에 안치되었는데, 같은 해 7월 1일 용서받았다.
1417년 12월 4일에 회안대군 방간(芳幹)의 종 보배(寶背)를 거두어 첩으로 삼고도 고하지 않은 혐의로, 녹권이 회수되고 상주에 안치되었다가 자신의 신청인 덕천으로 옮겨졌다.

## 같이 보기
- 장사길 (張思吉)